# Васильково (муниципальный округ Егорьевск)
Васильково — деревня в муниципальном округе Егорьевск Московской области России. 

## География
Деревня Васильково расположена в юго-западной части муниципального округа Егорьевск, примерно в 26 километрах к юго-востоку от города Егорьевск. В 1 километре к востоку и юго-востоку от деревни протекает река Цна. Высота над уровнем моря 122 метров.

## История
До отмены крепостного права в России жители деревни относились к разряду государственных крестьян. В 1847 году крестьяне выкупили у государства землю. После 1861 года деревня вошла в состав Круговской волости Егорьевского уезда. Приход находился в селе Горки.
В 1926 году деревня входила в Старовский сельсовет Раменской волости Егорьевского уезда.
До 1994 года Васильково входило в состав Бобковского сельсовета Егорьевского района, в 1994—2004 году — Бобковского сельского округа, а в 1994—2006 году — Раменского сельского округа.
До 2015 года входила в состав сельского поселения Раменское.
В 2015 году вошла в состав городского округа Егорьевск, образованного в том же году путем упразднения Егорьевского района и объединения всех его поселений в единый городской округ.

## Демография
В 1885 году в деревне проживало 291 человек, в 1905 году — 277 человек (124 мужчины, 153 женщины), в 1926 году — 260 человек (116 мужчин, 144 женщины). По переписи 2002 года — 76 человек (38 мужчин, 38 женщин). Население — 55 человек (2010).
| 1859 | 1868 | 1885 | 1905 | 1926 | 2002 | 2006 |
| ---- | ---- | ---- | ---- | ---- | ---- | ---- |
| 201  | ↗349 | ↘291 | ↘277 | ↘260 | ↘76  | ↘62  |
| 2010 |      |      |      |      |      |      |
| ↘55  |      |      |      |      |      |      |